# Chimaera notafricana
Chimaera notafricana är en broskfiskart som beskrevs av Kemper, Ebert, Compagno och Didier 2010. Chimaera notafricana ingår i släktet Chimaera och familjen havsmusfiskar. Inga underarter finns listade i Catalogue of Life.
Arten förekommer i havet vid södra Namibia och Sydafrika. Den vistas i områden som ligger 680 till 1000 meter under havsytan. Exemplaren blir maximal 93 cm långa och längden utan stjärtfenan är upp till 53 cm. Honor lägger ägg.
Flera exemplar hamnar som bifångst i fiskenät. Hela populationen anses vara stabil. IUCN kategoriserar arten globalt som livskraftig.